# Gallant (cantante)
Christopher Joseph Gallant, conosciuto principalmente come Gallant (Washington, 14 novembre 1991) è un cantautore statunitense.
Legato al Warner Music Group dal 2015, Gallant ha pubblicato 2 album e ottenuto una nomination ai Grammy per il suo lavoro di debutto Ology, nella categoria Best Urban Contemporary Album.

## Biografia
Nato a Washington ma trasferitosi nel Maryland, Gallant ha iniziato ad ascoltare musica R&B e alternative rock già durante l'adolescenza. L'artista studia musica al college a New York e completa i suoi studi nel 2013, dando immediatamente inizio alla sua carriera musicale come artista indipendente. Nel 2014 viene dunque pubblicato il suo primo EP Zebra. Sarà tuttavia nel 2015 che Gallant riuscirà finalmente a farsi notare: il suo singolo Weight Is God viene notato dl conduttore radiofonico Zane Lowe, Sufjan Stevens lo sceglie come opener dei suoi concerti e Spotify lo definisce come "uno degli artisti destinati a diventare famosi nel 2016". In questo frangente, l'artista firma il suo primo contratto con la Warner.
Nel 2016, Gallant collabora con la cantante R&B Jhené Aiko nel brano Skipping Stones. Sempre nel 2016 l'artista si esibisce al Coachella, venendo citato da Billboard come uno dei migliori momenti di tale edizione del festival. A partire dal gennaio dello stesso anno, Gallant crea un progetto chiamato In The Room, una serie di performance in cui ha ospiti del calibro di Dua Lipa e Andra Day e per la quale crea una partnership con Spotify. Il 6 aprile 2016, Gallant pubblica il suo album di debutto Ology, ottenendo il plauso della critica ed una nomination ai Grammy nella categoria Best Urban Contemporary Album. L'artista conclude l'anno collaborando con SG Lewis nel brano Holding Back.
Nel 2017, Gallant apre apre i concerti del Darkness and Light Tour di John Legend. Nel 2018, Gallant collabora con Noah Cyrus e con la cantante R&B Niia, mentre nel 2019 pubblica il suo secondo album Sweet Insomnia. Sempre nel 2019, Gallant pubblica vari singoli per la promozione del suo secondo album o di progetti altrui, tra cui collaborazioni con artisti come Sabrina Claudio, Sinead Harnett e Skylar Grey. Nel marzo 2021 pubblica l'EP Neptune e collabora con Brandy nel singolo Dynamite.

## Discografia

### Album
- 2016 – Ology
- 2019 – Sweet Insomnia
- 2024 - Zinc.

### EP
- 2014 – Zebra
- 2021 – Neptune

### Singoli
- 2013 – Please? (Vignette)
- 2013 – If It Hurts
- 2016 – Blue Bucket of Gold (feat. Sufjan Stevens)
- 2016 – Skipping Stones (feat. Jhené Aiko)
- 2016 – Borderline
- 2016 – Talking in Your Sleep
- 2016 – Weight in Gold (feat. Seal)
- 2016 – Talking to Myself
- 2017 – Cave Me In (feat. Tablo and Eric Nam)
- 2017 – Bourbon (feat. Saba and Lophiile)
- 2017 – In the Room: Cruisin (feat. Andra Day)
- 2018 – Gentleman
- 2018 – Doesn't Matter
- 2018 – Haha No One Can Hear You!
- 2018 – Mad at You (feat. Noah Cyrus)
- 2018 – Toogoodtobetrue (feat. Sufjan Stevens and Rebecca Sugar)
- 2019 – Sharpest Edges
- 2019 – Sleep On It
- 2019 – Compromise (feat. Sabrina Claudio)
- 2021 – Relapse
- 2021 – Dynamite (con Brandy)